# Laguna Quexil
A  Laguna Quexil  é um lago localizado na Guatemala, cuja cota de altitude se encontra nos 125 m acima do nível do mar. Localiza-se no departamento de El Petén, no município de Flores.